# جيم كراندال
جيم كراندال (بالإنجليزية: Jim Crandall)‏ هو لاعب كرة قاعدة أمريكي، ولد في 7 ديسمبر 1912 في Wadena, Indiana ‏ في الولايات المتحدة، وتوفي في 1983.